# Ernst Schandl
Ernst Schandl (* 6. Jänner 1920 in Hoheneich/Gmünd; † 12. August 1997 in Krems an der Donau) war ein österreichischer Komponist, Musikpädagoge, Chorleiter und Sänger. Überregionale Berühmtheit erlangte er vor allem durch seine sogenannten Wachauerlieder.

## Leben
Schandl studierte Theologie und diente in der deutschen Wehrmacht.
Musikalisch ausgebildet wurde Ernst Schandl im Stift Zwettl, im Stiftsgymnasium Melk sowie von 1950 bis 1953 an der Wiener Akademie für Musik und darstellende Kunst. Bereits im Alter von 15 Jahren komponierte Schandl die Missa in honorem Beatae Mariae Virginae, die erst im Jahr 2007 in seiner Heimatstadt in überarbeiteter Version uraufgeführt wurde.
Von 1947 bis 1973 war Schandl Musikpädagoge an der Volks- und Hauptschule in Stein an der Donau und später auch am Kremser BORG, wo er mit seinen Schandl Hot Boys den Grundstein für die später gegründete BORG Big Band legte. Weiter hatte er das Amt des Kapellmeisters der Stadtkapelle inne, war Organist in der Steiner Stadtpfarrkirche und im Stift Zwettl, sowie Leiter des Wachauer Schrammelquartetts und Chorleiter des Kremser Gesangsvereins.
Schandl hatte mit seiner Wachauer Sing- und Spielgruppe Gastauftritte in Deutschland, der Schweiz, Frankreich, Belgien, den Niederlanden und Ungarn. Des Weiteren widmete er sich der Erforschung der Waldviertler Volksmusik.
1980 trat Schandl in den Ruhestand.
Er war Mitglied der Studentenverbindung Austria Krems im MKV.

## Werk
Schandl komponierte viele Wachauerlieder und Chöre, die ebendiese Landschaft und ihre Menschen besingen. Hervorzuheben wären etwa:
- Zwischen Krems und Stein
- Letzte Bitte
- Wachauer Hauerlied.

Daneben finden sich in seinem Werk vier Messen, darunter die Christophorusmesse und die Missa in honorem Beatae Mariae Virginis, zwei Kantaten und einige kleinere Werke. Das in der Wachau beliebte Volkslied „Wachau, du Träumerin“ wurde von ihm aufgezeichnet.

## Auszeichnungen
Für seine Christophorusmesse wurde ihm vom Land Niederösterreich die Silbermedaille für kompositorisches Schaffen verliehen, weiters erhielt er von der Stadt Krems die Wappenplakette in Gold und die Goldene Ehrennadel. 1995 wurde in Stein an der Donau, wo er lange Zeit wirkte, ein Park nach ihm benannt, und 1997 wurde er posthum Ehrenbürger von Krems. 1976 erhielt er den Berufstitel Professor.